# Úmysly Apoštolátu modlitby
Úmysly Apoštolátu modlitby vyhlašuje každoročně papež pro jednotlivé kalendářní měsíce příslušného roku, a to vždy úmysl všeobecný a úmysl misijní. K těmto dvěma úmyslům přidávají čeští a moravští biskupové ještě třetí, národní úmysl.
Hnutí Apoštolát modlitby vzniklo v roce 1844 v jezuitském studijním domě ve francouzském Vals. Může se k němu připojit každý tím, že vyhlášené úmysly pojme do svých každodenních modliteb.
| „                                  | Za národy světa, aby vzájemným poznáváním a úctou rostly v harmonii a pokoji. | “ |
| — všeobecný úmysl na prosinec 2011 |                                                                               |   |

| „                                | Aby se děti a mladí lidé stávali posly evangelia, aby byla respektována jejich důstojnost a aby byli chráněni před násilím a vykořisťováním. | “ |
| — misijní úmysl na prosinec 2011 | |   |

| „                                | Za Boží milost a pomoc církvi, kde každý pokřtěný se v síle Ducha Svatého stává světlem, solí a kvasem Kristova evangelia. | “ |
| — národní úmysl na prosinec 2011 | |   |